# Harry Potter (seria powieści)
Harry Potter – cykl siedmiu powieści fantasy autorstwa brytyjskiej pisarki J.K. Rowling, wydawanych od 1997 do 2007 roku. Cykl przedstawia świat magii, czyli społeczność czarodziejów, istniejącą równolegle do świata niemagicznego, tak zwanego mugolskiego. Głównymi bohaterami są nastoletni Harry Potter oraz jego przyjaciele: Ron Weasley i Hermiona Granger, uczniowie Szkoły Magii i Czarodziejstwa w Hogwarcie. Najważniejszym wątkiem powieści jest walka czarodziejów, w szczególności Harry’ego, z czarnoksiężnikiem Lordem Voldemortem, dążącym do zyskania nieśmiertelności i przejęcia władzy w świecie magii.
Serię rozpoczyna powieść Harry Potter i Kamień Filozoficzny, wydana 10 kwietnia 1997 roku, kończy zaś Harry Potter i Insygnia Śmierci, wydana 21 lipca 2007 roku. Brytyjskim wydawcą sagi jest Bloomsbury Publishing, zaś amerykańskim – Scholastic Corporation. W Polsce powieści ukazywały się po raz pierwszy w latach 2000–2008 nakładem wydawnictwa Media Rodzina, z tłumaczeniem Andrzeja Polkowskiego. Harry Potter reprezentuje liczne gatunki literackie, między innymi fantasy, powieść przygodową, powieść młodzieżową czy dreszczowiec.
Już premiera pierwszej części, Harry’ego Pottera była olbrzymim sukcesem komercyjnym. Utwór spotykał się też z uznaniem krytyków literackich. Szczególną popularnością cykl cieszy się wśród młodszych czytelników, uchodząc za jedną z najważniejszych pozycji współczesnej literatury młodzieżowej. Powieści o Harrym Potterze zostały przetłumaczone na 80 języków. Do 2018 roku światowa sprzedaż siedmiu książek przekroczyła 500 milionów egzemplarzy, co jest najwyższym wynikiem spośród cyklów powieściowych. Cztery ostatnie części pobiły rekordy najszybciej sprzedających się książek w historii.
Seria powieści stała się początkiem franczyzy medialnej Wizarding World, obejmującej teksty kultury i produkty osadzone w wykreowanym przez Rowling świecie magii. Wytwórnia Warner Bros. Pictures wyprodukowała ośmioczęściową serię filmowych adaptacji Harry Potter (ostatnią powieść zekranizowano w dwóch filmach), ukazanych w latach 2001–2011. Na etapie produkcji jest kolejna adaptacja powieści, serial telewizyjny Harry Potter kanału telewizyjnego HBO. Rowling rozszerzyła cykl siedmiu książek o dodatkowe utwory literackie osadzone w świecie magii, a także sztukę teatralną Harry Potter i przeklęte dziecko oraz serwis internetowy Pottermore. Warner Bros. Pictures produkuje osadzony w świecie magii cykl filmowych spin-offów serii Harry Potter, zatytułowany Fantastyczne zwierzęta (od 2016 roku). Franczyza obejmuje także gry komputerowe, audiobooki i parki rozrywki. W 2016 roku wartość franczyzy Wizarding World wyceniono na 25 miliardów dolarów amerykańskich.

## Lista powieści
| Nr | Tytuł                              | Tytuł oryginalny                          | Data premiery        | Data premiery w Polsce |
| -- | ---------------------------------- | ----------------------------------------- | -------------------- | ---------------------- |
| 1. | Harry Potter i Kamień Filozoficzny | Harry Potter and the Philosopher’s Stone  | 26 czerwca 1997(dts) | 10 kwietnia 2000(dts)  |
| 2. | Harry Potter i Komnata Tajemnic    | Harry Potter and the Chamber of Secrets   | 2 lipca 1998(dts)    | 13 września 2000(dts)  |
| 3. | Harry Potter i więzień Azkabanu    | Harry Potter and the Prisoner of Azkaban  | 8 lipca 1999(dts)    | 31 stycznia 2001(dts)  |
| 4. | Harry Potter i Czara Ognia         | Harry Potter and the Goblet of Fire       | 8 lipca 2000(dts)    | 29 września 2001(dts)  |
| 5. | Harry Potter i Zakon Feniksa       | Harry Potter and the Order of the Phoenix | 21 czerwca 2003(dts) | 31 stycznia 2004(dts)  |
| 6. | Harry Potter i Książę Półkrwi      | Harry Potter and the Half-Blood Prince    | 16 lipca 2005(dts)   | 28 stycznia 2006(dts)  |
| 7. | Harry Potter i Insygnia Śmierci    | Harry Potter and the Deathly Hallows      | 21 lipca 2007(dts)   | 26 stycznia 2008(dts)  |

## Świat przedstawiony i fabuła
Fabuła Harry’ego Pottera osadzona jest w świecie magii, istniejącym równolegle do świata niemagicznego, tak zwanego mugolskiego. Świat magii tworzy społeczność czarodziejów, czyli ludzi obdarzonych zdolnością używania magii. W większości są to przedstawiciele rodzin czarodziejskich. W skład społeczności wchodzą także charłaki, czyli osoby z rodzin czarodziejskich, które nie przejawiają zdolności magicznych, a także czarodzieje pochodzący z rodzin mugolskich, nazywani mugolakami. Elementami świata magii są obiekty takie jak zaklęcia, różdżki, eliksiry, latające miotły, poruszające się obrazy czy waluty pieniężne. Ponadto, Rowling wykreowała szereg własnych pojęć, obiektów czy środków komunikacji, a także dyscyplinę sportu czarodziejów, quidditch. Częścią świata magii są również duchy oraz magiczne zwierzęta i stwory wywodzące się z folkloru i mitologii.
W przeciwieństwie do chociażby Narnii z cyklu Opowieści z Narnii C.S. Lewisa czy Śródziemia z legendarium J.R.R. Tolkiena, uniwersum Harry’ego Pottera nie jest odrębnym światem, ale istnieje wewnątrz świata rzeczywistego i obejmuje jego elementy, w tym miejsca akcji. W powieściach ludzie zamieszkujący Ziemię dzielą się na osoby magiczne i mugoli. Społeczność magiczna istnieje w tajemnicy przed mugolami, a prawo czarodziejskie zakazuje używania magii w obecności osób niemagicznych.

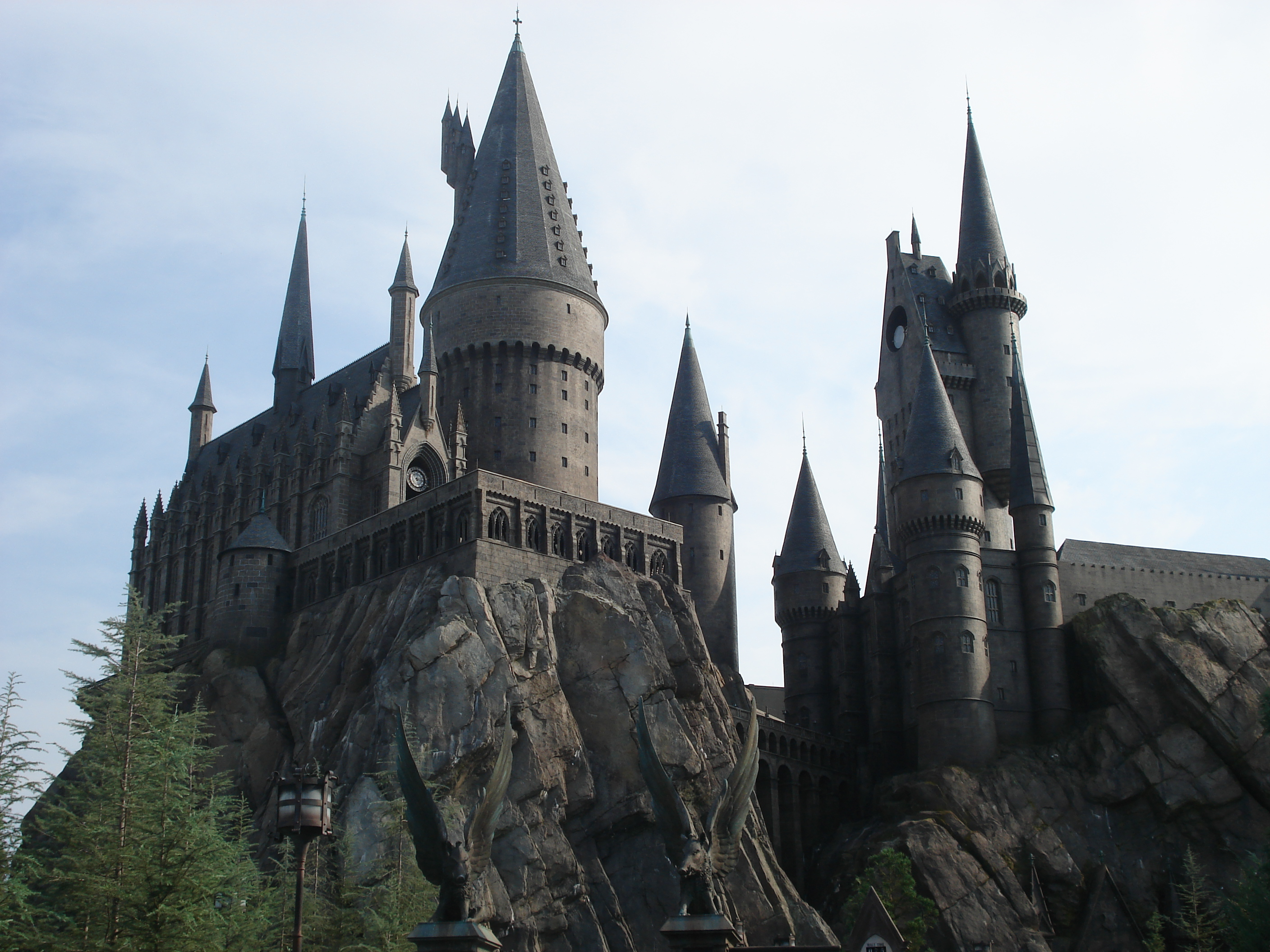
Replika Hogwartu w parku rozrywki Universal’s Islands of Adventure w Orlando

Akcja powieści skupia się na Wielkiej Brytanii. Funkcjonuje w niej lokalne Ministerstwo Magii w Londynie, zajmujące się administracją i ukrywaniem społeczności czarodziejskiej w tajemnicy przed mugolami. Głównym miejscem akcji jest kształcąca czarodziejską młodzież Szkoła Magii i Czarodziejstwa w Hogwarcie – zamku w Szkocji, w którym mieści się także internat. Nauka w Hogwarcie trwa siedem lat i rozpoczyna się w wieku jedenastu lat, a uczniowie podzieleni są pomiędzy cztery domy: Gryffindor, Hufflepuff, Ravenclaw i Slytherin, nazwane na cześć czworga założycieli szkoły.
Główna akcja Harry’ego Pottera obejmuje wydarzenia od 1991 do 1998 roku, choć w powieściach pojawiły się także retrospekcje i epilog z 2017 roku. Akcja każdej powieści trwa od wakacji do zakończenia następnego roku szkolnego.

### Harry Potter i Kamień Filozoficzny
Osierocony w okresie niemowlęcym Harry Potter jest wychowywany przez spokrewnioną rodzinę Dursleyów, którzy traktują go z pogardą. W dniu jedenastych urodzin chłopiec poznaje gajowego Hogwartu, Rubeusa Hagrida, który wyjawia jego przynależność do świata magii, ukrywaną przez mugolskich Dursleyów w tajemnicy. Harry dowiaduje się, że dziesięć lat wcześniej czarnoksiężnik Lord Voldemort zamordował jego rodziców, a następnie chciał zabić jego, jednak jego mordercze zaklęcie się odbiło. Od tej pory Voldemort zniknął, a Harry stał się w społeczności czarodziejskiej żywą legendą i symbolem pokonania czarnoksiężnika, który wraz ze swoimi poplecznikami zwanymi śmierciożercami terroryzował świat magii. We wrześniu chłopiec rozpoczyna naukę w Hogwarcie. Zostaje przydzielony do Gryffindoru, gdzie zaprzyjaźnia się z Ronem Weasleyem i Hermioną Granger. Poza Hagridem w szkole pracują między innymi: przejawiający niechęć do Harry’ego nauczyciel eliksirów Severus Snape, jąkający się nauczyciel obrony przed czarną magią Kwiryniusz Quirrell oraz piastujący posadę dyrektora Albus Dumbledore, uważany za najpotężniejszego żyjącego czarodzieja. Harry, Ron i Hermiona odkrywają, że w zamku został ukryty zapewniający długowieczność kamień filozoficzny. Pod koniec roku szkolnego bohaterowie, podejrzewając, że Snape chce go wykraść, udają się do komnaty, w której kamień jest ukryty. Okazuje się, że przebywa tam opętany przez Voldemorta Quirrell. Harry’emu udaje się go powstrzymać przed zabraniem kamienia. Voldemort opuszcza ciało Quirrella, ten zaś umiera.

### Harry Potter i Komnata Tajemnic
Gdy Harry, Ron i Hermiona powracają do Hogwartu na drugi rok, naukę rozpoczyna siostra Rona, Ginny Weasley. W szkole dochodzi do serii ataków na mieszkańców, którzy są petryfikowani. Na ścianie pojawia się napis o ponownym otwarciu Komnaty Tajemnic, którą według legendy zbudował jeden z założycieli Hogwartu, Salazar Slytherin. Miał on umieścić wewnątrz zabijającego wzrokiem bazyliszka, zaś Komnatę może otworzyć tylko dziedzic Slytherina. Podczas zajęć uczniowie odkrywają, że Harry posiada bardzo rzadką znajomość mowy wężów, kojarzoną ze Slytherinem i czarną magią, wskutek czego padają na niego oskarżenia o odpowiedzialność za ataki. Po tym, jak Hermiona zostaje spetryfikowana, Harry odkrywa wejście do Komnaty i udaje się do środka. Znajduje nieprzytomną Ginny oraz żywe wspomnienie nastoletniego Voldemorta, które przez ostatni rok opętało Ginny poprzez dziennik czarnoksiężnika z czasów szkolnych. Harry zabija bazyliszka i niszczy dziennik, a w kolejnych dniach spetryfikowani bohaterowie zostają ożywieni.

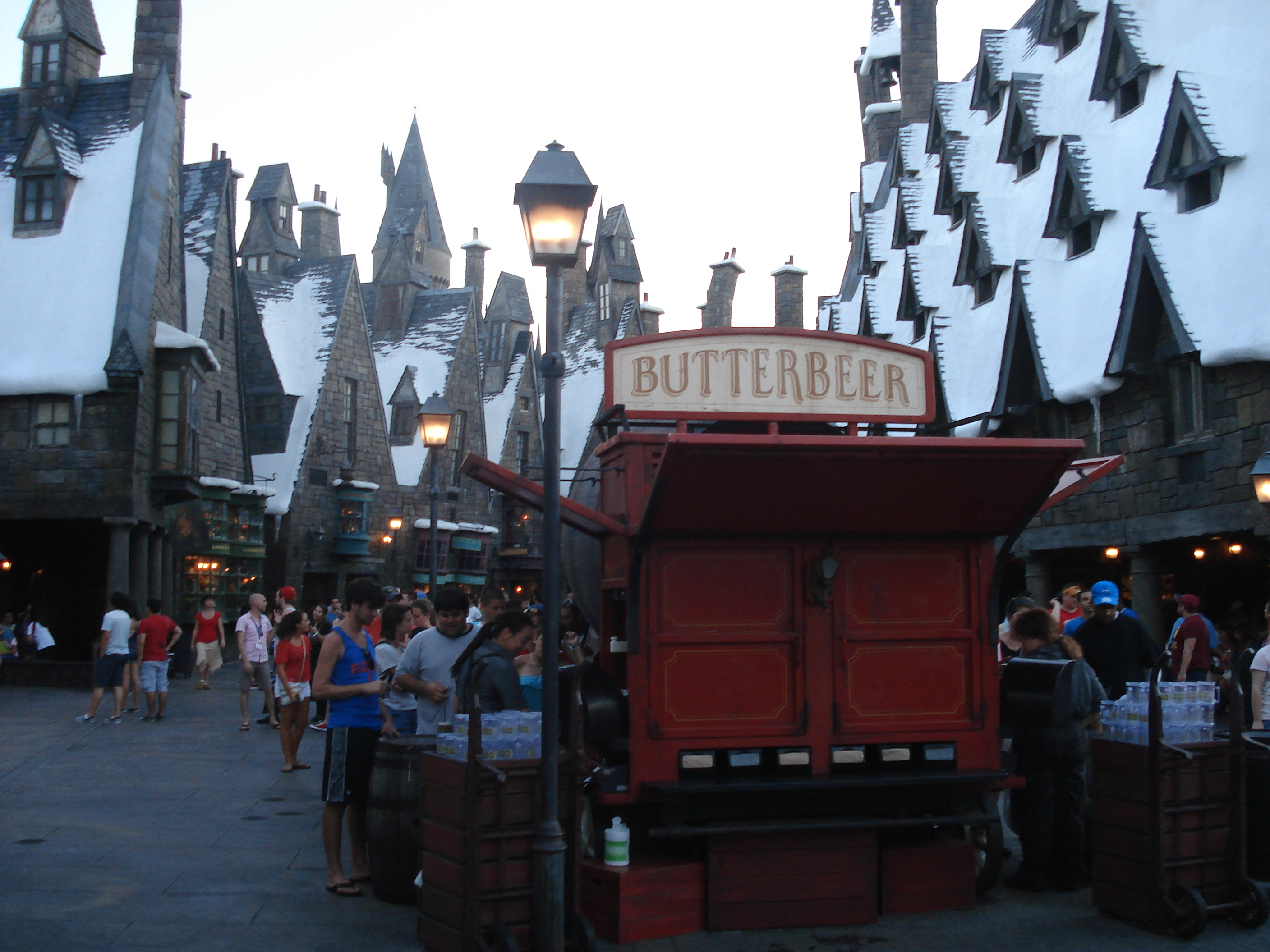
Replika Hogsmeade w parku rozrywki Universal’s Islands of Adventure w Orlando

### Harry Potter i więzień Azkabanu
W wakacje przed rozpoczęciem przez Harry’ego, Rona i Hermionę trzeciego roku w Hogwarcie z więzienia czarodziejów, Azkabanu, ucieka Syriusz Black. Harry dowiaduje się, że Black przyjaźnił się z jego rodzicami, a następnie zdradził Voldemortowi miejsce ich pobytu i dokonał masowego mordu. Spodziewając się, iż Black będzie próbował zabić Harry’ego, Ministerstwo Magii zwiększa w Hogwarcie środki ochronne. Szkoła jest patrolowana przez dementorów, upiorne stworzenia strzegące Azkabanu i wysysające z ludzi szczęście, ale mimo tego Blackowi udaje się dostać do zamku. Tymczasem Harry nawiązuje bliską relację z nowym nauczycielem obrony przed czarną magią i przyjacielem rodziców, Remusem Lupinem. Pod koniec roku szkolnego Harry, Ron i Hermiona spotykają Blacka w pobliskiej wiosce Hogsmeade. Dowiadują się od niego i Lupina, iż Black został niesłusznie umieszczony w Azkabanie, a w rzeczywistości zdrady Potterów i masowego mordu dokonał ich szkolny przyjaciel Peter Pettigrew, od tamtej pory żyjący z rodziną Weasleyów jako szczur. Pettigrew ucieka od Rona, zaś Black kontynuuje ukrywanie się, nawiązując z Harrym przyjaźń.

### Harry Potter i Czara Ognia
Harry’ego zaczynają prześladować sny i wizje związane z Voldemortem. Tymczasem podczas następnego roku szkolnego Hogwart organizuje Turniej Trójmagiczny, w którym ma rywalizować trójka uczniów reprezentujących różne szkoły czarodziejskie: Hogwart, francuską Beauxbatons i północnoeuropejski Durmstrang. Czara Ognia, która tradycyjnie wybiera uczestników, wyłania wbrew regulaminowi czterech reprezentantów, w tym Harry’ego. Mimo zbyt młodego wieku zostaje on zmuszony przez organizatorów do wzięcia udziału. Podczas trzeciego i ostatniego zadania Harry i drugi reprezentant Hogwartu, Cedrik Diggory, przenoszą się po dotknięciu turniejowego pucharu na cmentarz. Tam Pettigrew zabija Cedrika, po czym używa krwi Harry’ego do przywrócenia osłabionemu Voldemortowi ciała i mocy magicznej. Odrodzony czarnoksiężnik usiłuje zabić Pottera, któremu udaje się powrócić do Hogwartu i w tragicznych okolicznościach wygrać turniej. Okazuje się, że śmierciożerca Barty Crouch Junior przez cały rok szkolny podszywał się pod nowego nauczyciela obrony przed czarną magią, Alastora Moody’ego, oszukał Czarę Ognia i zaczarował puchar, by przenieść Harry’ego do Voldemorta.

### Harry Potter i Zakon Feniksa

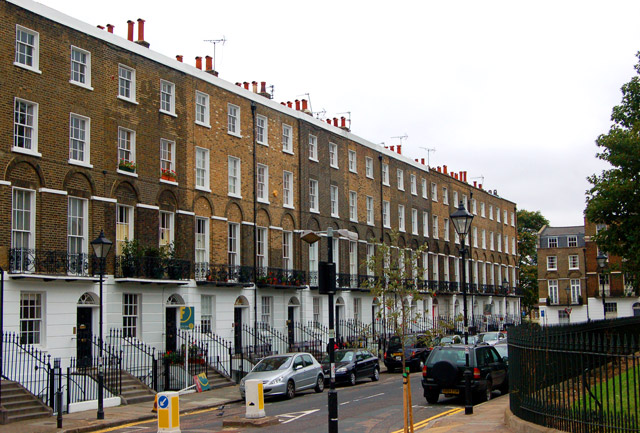
Dom służący w filmach jako siedziba Zakonu Feniksa

Dumbledore wznawia działalność Zakonu Feniksa – tajnej organizacji, utworzonej przed laty w celu przeciwdziałania Voldemortowi i śmierciożercom. Jej członkami są między innymi Black, Lupin, Moody, Weasleyowie i Snape. Tymczasem Ministerstwo Magii nie uznaje wiadomości o powrocie Voldemorta. W najbardziej wpływowej gazecie społeczności czarodziejskiej, „Proroku Codziennym”, trwa kampania wymierzona przeciwko Harry’emu i Dumbledore’owi, zarzucająca im kłamstwa i spisek mający na celu przejęcie władzy w Ministerstwie. W wakacje Harry i Dudley Dursley zostają zaatakowani przez dementorów. Ministerstwo organizuje pokazowy proces Harry’ego w sprawie nielegalnego użycia magii w obecności mugola, wyrok jest jednak uniewinniający. Tymczasem posadę nauczycielki obrony przed czarną magią obejmuje pracownica Ministerstwa, Dolores Umbridge, która zakazuje używania magii podczas zajęć i stosuje na Harrym kary cielesne za rzekome kłamstwa na temat powrotu Voldemorta. Wkrótce zostaje mianowana Wielkim Inkwizytorem Hogwartu, co daje jej dodatkowe prawa do zarządzania szkołą.
Uczniowie formują Gwardię Dumbledore’a – działającą w tajemnicy grupę, której członkowie uczą się podczas spotkań praktycznej obrony przed czarną magią. Po odkryciu stowarzyszenia przez Umbridge Ministerstwo chce aresztować Dumbledore’a. Dyrektorowi udaje się uciec, a jego stanowisko przejmuje Umbridge. Tymczasem Harry dzięki wizjom ma wgląd do umysłu Voldemorta. Odkrywa w ten sposób, iż czarnoksiężnik pragnie zdobyć ukrytą w Ministerstwie Magii broń. Widząc w jednej z wizji, iż Voldemort torturuje tam Blacka, udaje się ze szkolnymi przyjaciółmi do gmachu Ministerstwa. Dochodzi tam do walki między śmierciożercami a Zakonem Feniksa, w której ginie Black. Zjawiają się też urzędnicy, którzy widzą Voldemorta, wskutek czego Ministerstwo uznaje jego powrót i usuwa Umbridge z Hogwartu. Dumbledore zdradza Harry’emu, że podczas walki została zniszczona kryształowa kula z treścią przepowiedni, według której Harry ma moc pokonania Voldemorta, a jeden z nich zabije drugiego.

### Harry Potter i Książę Półkrwi
Podczas szóstego roku nauki w Hogwarcie Harry odbywa prywatne lekcje z Dumbledorem, podczas których poznaje życie Voldemorta. Odkrywa jak żył młody Tom Riddle w sierocińcu i kim była jego rodzina: matka Meropa, dziadek Marvollo, wuj Morfin. Dzięki wspomnieniu zdobytemu od nowego nauczyciela, Horacego Slughorna, dowiadują się, iż Voldemort planował podzielenie swojej duszy i umieszczenie jej fragmentów w przedmiotach, zwanych horkruksami. Dedukują, iż dzięki temu przeżył, mimo zniszczenia ciała wskutek morderczego zaklęcia, odbitego przez Harry’ego w dniu śmierci jego rodziców, a warunkiem ostatecznego pokonania Voldemorta jest zniszczenie horkruksów. Dwa z nich, w tym dziennik, który opętał Ginny, zostały już zniszczone. Harry i Dumbledore udają się do jaskini, skąd zabierają medalion, który – jak sądzą – jest kolejnym horkruksem. W międzyczasie do Hogwartu przedostają się śmierciożercy, do których dołącza Snape. Po powrocie do zamku Dumbledore zostaje przez niego zamordowany. Harry, Ron i Hermiona odkrywają, że medalion jest fałszywy, a prawdziwy horkruks z jaskini został już wcześniej zabrany przez tajemniczego R.A.B. Bohaterowie postanawiają nie wracać do Hogwartu na siódmy i ostatni rok nauki, by w tym czasie odnaleźć i zniszczyć pozostałe horkruksy.

### Harry Potter i Insygnia Śmierci

Symbol Insygniów Śmierci

Podczas wakacji Voldemort i śmierciożercy dokonują zamachu stanu i przejmują władzę w świecie magii. Harry, Ron i Hermiona rozpoczynają życie w ukryciu, przemieszczając się z miejsca do miejsca, bez wskazówek, gdzie szukać kolejnych horkruksów. Bohaterowie odkrywają, że prawdziwy medalion posiada Umbridge. Zakradają się do Ministerstwa Magii, zabierają horkruks, a następnie go niszczą. Podczas wielomiesięcznej tułaczki odkrywają, że celem Voldemorta jest znalezienie legendarnych Insygniów Śmierci, trzech przedmiotów dających posiadaczowi moc pokonania śmierci. Zostają schwytani przez śmierciożerców, jednak udaje im się uciec, uprzednio dedukując, że kolejny horkruks jest ukryty w Banku Gringotta. Dostają się do środka i go wykradają. Dzięki wizjom Harry dochodzi do wniosku, że piąty horkruks jest ukryty w Hogwarcie, zaś szóstym jest wąż Voldemorta, Nagini. Bohaterowie udają się do szkoły, gdzie zjawiają się śmierciożercy i Zakon Feniksa. Dochodzi do całonocnej bitwy, podczas której zostają zniszczone oba horkruksy. Harry zdobywa wspomnienia umierającego Snape’a, z których wynika, że dawny nauczyciel eliksirów był szpiegiem Dumbledore’a u śmierciożerców, a Harry jest siódmym, nieumyślnie stworzonym horkruksem. Bohater pozwala Voldemortowi się zabić, pragnąc w ten sposób zniszczyć ostatniego hokruksa. Udaje mu się jednak przeżyć mordercze zaklęcie. Osłabiony i pozbawiony horkruksów Voldemort zostaje ostatecznie pokonany przez Harry’ego i umiera. W epilogu Harry z Ginny, oraz Ron z Hermioną są małżeństwami i wysyłają swoje dzieci: Jamesa, Albusa i Rose do Hogwartu.

## Analiza

### Gatunki
Harry Potter jest cyklem powieści młodzieżowych, kierowanych do młodych dorosłych. Seria reprezentuje przede wszystkim gatunek fantasy, w szczególności urban fantasy, low fantasy, wainscot fantasy i contemporary fantasy. Styl w powieści jest głównie dramatyczny, a utwór utrzymany jest w mrocznym klimacie, choć książki zawierają elementy tragikomedii i czarnej komedii. Harry Potter ma ponadto elementy bildungsromanu, powieści przygodowej, horroru, dreszczowca i romansu. Poza kilkoma rozdziałami, książki są napisane w narracji trzecioosobowej.

### Inspiracje
Harry Potter wpisuje się w tradycję brytyjskiej literatury dziecięcej, której akcja jest osadzona w szkole z internatem. Literaturoznawczyni Lana A. Whited napisała w książce The Ivory Tower and Harry Potter: Perspectives on a Literary Phenomenon, że powieści Rowling są „spadkobiercami Szkolnych lat Toma Browna Thomasa Hughesa oraz innych powieści o życiu w brytyjskiej szkole publicznej z epok wiktoriańskiej i edwardiańskiej”.
Harry Potter czerpie także z obrazowości średniowiecznej i legend o Królu Arturze. Bohaterowie piszą na pergaminach, zaklęcia wywodzą się z łaciny, sowy pełnią funkcję posłańców listów, a w Świecie Magii żyją smoki. Umiejscowienie Hogwartu w starym zamku, w którym na ścianach wiszą herby i zbroje, nawiązuje do Camelotu. Z kolei postać Albusa Dumbledore’a, wielkiego czarodzieja i mentora Harry’ego, przypomina Merlina. Heather Arden i Kathryn Lorenz, profesorowie Uniwersytetu w Cincinnati, w artykule The Harry Potter Stories and French Arthurian Romance zwrócili uwagę na podobieństwa Harry’ego Pottera do francuskojęzycznych legend arturiańskich, podkreślając, że Rowling ukończyła literaturę francuską na University of Exeter i przez rok mieszkała we Francji. Według Arden i Lorenz postać Harry’ego została wykreowana na wzór Parsifala.

### Motywy i interpretacje
Rowling wyznała: „Moje książki są przede wszystkim o śmierci. Zaczynają się od śmierci rodziców Harry’ego. Jest obsesja Voldemorta na punkcie pokonania śmierci i osiągnięcia za wszelką cenę nieśmiertelności. Poniekąd rozumiem tę obsesję, wszyscy boimy się śmierci”.
Autorka przyznała, że w powieściach pojawiają się w dużej mierze paralelizmy do chrześcijaństwa i problemy natury religijnej. Choć początkowo starała się ukryć chrześcijańskie nawiązania, z czasem korzystała z nich w wyraźniejszy sposób, choćby cytując Ewangelię Mateusza i 1. List do Koryntian z Biblii króla Jakuba w scenie wizyty Harry’ego na grobie rodziców. Hermiona tłumaczy Harry’emu, że te wersy dotyczą życia pośmiertnego, co zdaniem Rowling stanowi podstawę rozważań na temat zmartwychwstania i stanowi uosobienie idei Harry’ego Pottera. Ponadto autorka kreuje Dumbledore’a na wzór Boga jako bohatera o niemalże boskim wymiarze, zaufanego przywódcę, przewodzącego Harry’emu w jego zadaniu. Taka kreacja jest widoczna szczególnie w siódmym tomie, w nieznanym miejscu, podczas rozmowy Dumbledore’a z Harrym po zabiciu ostatniego horkruksa.
Naukowcy i dziennikarze zwracali uwagę na inne interpretacje Harry’ego Pottera, szczególnie w aspekcie polityczno-społecznym. W powieściach pojawiają się motywy dążenia do normalności, opresji i walki o przetrwanie. Rowling wyznała, że cykl stanowi „długi apel o tolerancję i zaprzestanie bigoterii”, a jego ważnym przesłaniem jest konieczność kwestionowania autorytetów oraz umiejętności oceny, czy media mówią prawdę.

### Etymologia
Nazwy w powieściach w dużej mierze wywodzą się z łaciny, co Rowling uzasadniła przywiązaniem świata czarodziejskiego do archaizmów. Łacińskie imiona bądź nazwiska postaci nawiązują do ich cech, przykładowo Severus oznacza „silny”, Albus „biały”, zaś Draco „smok” lub „wąż”. Z kolei nazwisko wilkołaka Lupina jest zniekształceniem słowa „lupus” oznaczającego „wilka”. Z łaciny wywodzą się także zaklęcia: przywołujące Accio oznacza „wzywam”, tworzące światło Lumos jest zniekształceniem „lumen” oznaczającego „światło”, z kolei rozbrajające Expelliarmus jest połączeniem słów „expello” i „arma”, oznaczających kolejno „wyrzucam” i „broń”.
Kolejnym źródłem pochodzenia nazw jest mitologia rzymska. Pomona Sprout, nauczycielka zielarstwa, jest nazwana na cześć Pomony, bogini sadów, ogrodów i drzew owocowych, zaś Minerwa McGonagall, nauczycielka transmutacji, na cześć Minerwy, bogini mądrości, nauki i literatury. Kwiryniusz Quirrell, na którego tyle głowy znajdowała się twarz Lorda Voldemorta, nawiązuje do przedstawianego z dwiema twarzami Janusa, niekiedy nazywanego Januszem Kwirynem.

## Powstanie i publikacja
Pomysł na opowieść o Harrym Potterze narodził się u Rowling podczas podróży zatłoczonym pociągiem z Manchesteru do Londynu w 1990 roku. Autorka wspominała:

Choć pisałam niemal bez przerwy od kiedy miałam sześć lat, nigdy dotąd nie byłam tak podekscytowana. Ku mojej ogromnej frustracji, nie miałam przy sobie działającego długopisu i wstydziłam się poprosić kogoś o pożyczenie mi jakiegoś. Teraz myślę, że wyszło mi to na dobre, bo przez cztery godziny jazdy opóźnionym pociągiem siedziałam i myślałam, pomysły kłębiły mi się w głowie, a ten chudy, czarnowłosy czarodziej w okularach stawał się coraz bardziej realny. Zapewne gdybym spisywała pomysły na papier, część z nich bym odrzucała (choć zastanawia mnie, ile pomysłów z tej podróży zapomniałam przed wzięciem długopisu).

Rowling zaczęła pisać Harry’ego Pottera i Kamień Filozoficzny tego samego wieczoru, choć początkowy kształt powieści nie przypominał jej ostatecznej wersji. W grudniu 1990 zmarła jej matka, co miało znaczący wpływ na treść książki. W latach 1991–1994 powieść powstawała w Porto, gdzie Rowling pracowała wieczorami jako nauczycielka języka angielskiego, a za dnia pisała, słuchając koncertu skrzypcowego Piotra Czajkowskiego. Po przeprowadzce do Edynburga w 1994 pisarka tworzyła powieść w kawiarniach, w towarzystwie śpiącej w wózku córki, Jessiki. Ostatecznie książka została ukończona w 1995 roku. 

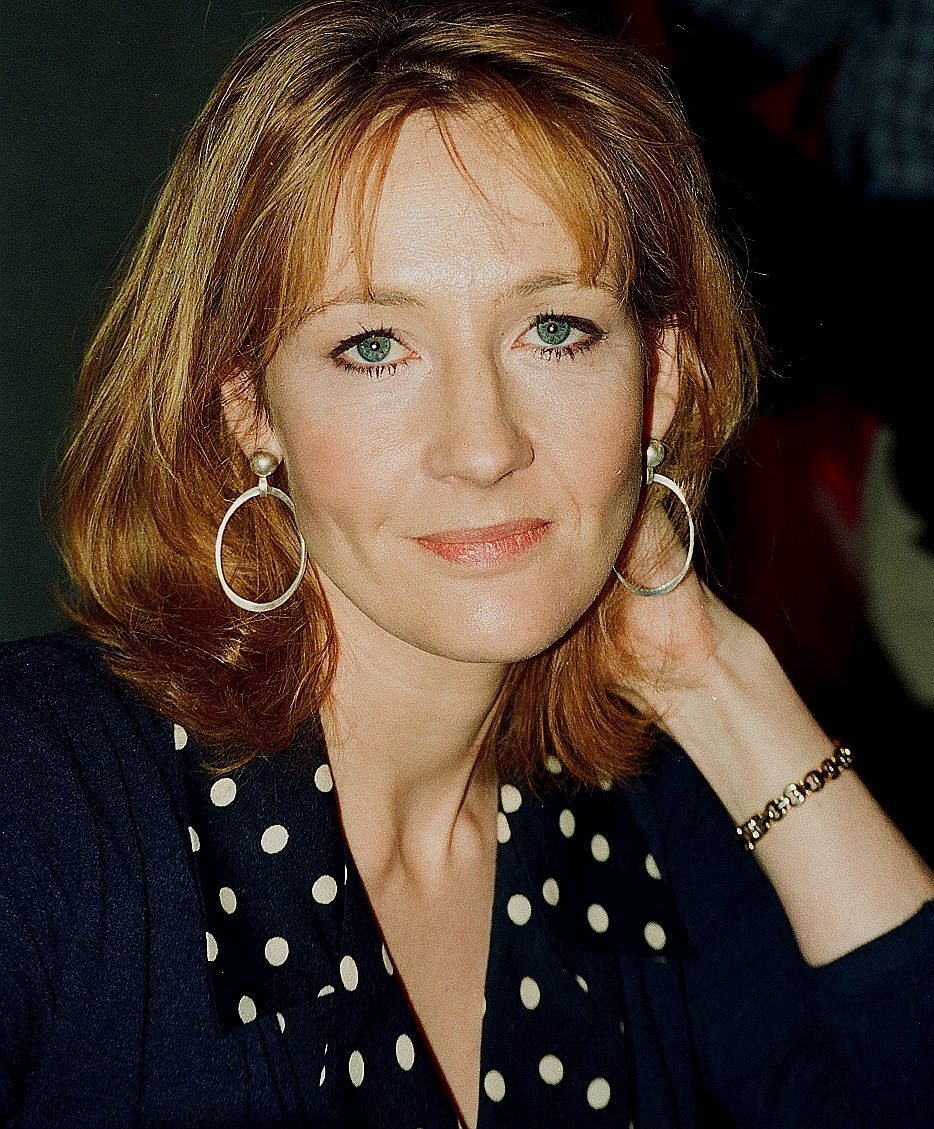
J.K. Rowling w 1999 roku

Rowling wysłała rękopis trzech pierwszych rozdziałów do agenta literackiego, który natychmiast go odrzucił. Kolejny agent, Christopher Little, przez rok poszukiwał dla Rowling wydawnictwa. Dopiero w sierpniu 1996, po odrzuceniu oferty przez dwanaście innych wydawnictw, Bloomsbury Publishing zaoferowało Rowling 2500 funtów brytyjskich zaliczki za publikację powieści. Nigel Newton, prezes Bloomsbury, został przekonany do wydania Harry’ego Pottera i Kamienia Filozoficznego przez ośmioletnią córkę Alice, którą zachwycił przeczytany fragment. Wydawnictwo zasugerowało autorce, żeby przyjęła pseudonim, gdyż książka napisana przez kobietę może odnieść mniejszy sukces. Rowling postanowiła przyjąć inicjały J.K. od swojego imienia Joanne i imienia prababci, Kathleen (w rzeczywistości Rowling nie posiada drugiego imienia).
Premiera Harry’ego Pottera i Kamienia Filozoficznego na terenie Wielkiej Brytanii odbyła się 26 czerwca 1997 roku. Pierwszy wydruk obejmował 500 egzemplarzy, z czego 300 zostało wysłane do bibliotek. Amerykańskie wydawnictwo Scholastic Corporation kupiło za 105 tysięcy dolarów amerykańskich prawa do publikacji powieści na terenie Stanów Zjednoczonych. Arthur Levine, edytor Scholastic, uznał, że słowo „filozof” brzmi archaicznie, więc tytuł książki na terenie Stanów został zmieniony na Harry Potter and the Sorcerer’s Stone (tłumaczenie: Harry Potter i Kamień Czarodzieja). Rowling przyznała, że żałuje zgody na zmianę i nie wyraziłaby jej, gdyby miała wówczas silniejszą pozycję.

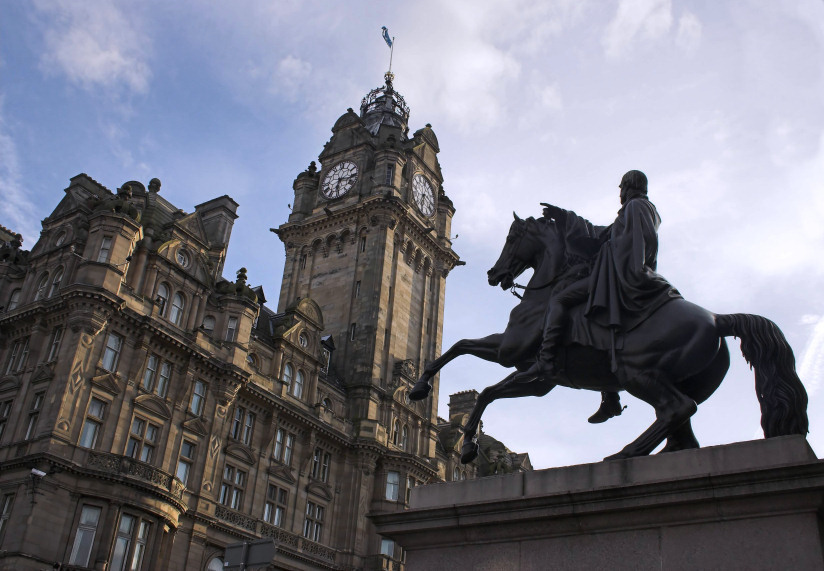
Hotel Balmoral w Edynburgu, gdzie Rowling zakończyła pisanie Harry’ego Pottera

11 stycznia 2007 roku Rowling zamieściła na plecach popiersia Hermesa w hotelu Balmoral w Edynburgu napis: „11 stycznia 2007, w tym pokoju (552), J.K. Rowling skończyła pisanie Harry’ego Pottera i Insygniów Śmierci”. Autorka wyznała, że ostatni rozdział ostatniej powieści z cyklu pod tym właśnie tytułem napisała około 1990 roku. Premiera książki odbyła się 21 lipca 2007 roku.

### Oprawa graficzna i tłumaczenia
Na okładce pierwszego brytyjskiego wydania Harry’ego Pottera i Kamienia Filozoficznego z 1997 roku znalazł się rysunek Thomasa Taylora, który był jego pierwszym profesjonalnym projektem. Kolejne zlecenia Bloomsbury powierzył bardziej doświadczonym artystom. Drugą i trzecią część zilustrował Cliff Wright, który zrezygnował z pracy nad następnym tomem, ponieważ wydawnictwo zgubiło jego oryginalną okładkę Harry’ego Pottera i więźnia Azkabanu. Czwartą część zaprojektował Giles Greenfield, który wcześniej pracował dla agencji reklamowych w Londynie, a jednym z jego pierwszych zleceń była reklama dla radia Classic FM. Miał też w planach stworzenie okładki piątego tomu, ale zrezygnował z powodu śmiertelnej choroby córki. Okładki pozostałych trzech części zilustrował Jason Cockcroft, który rozpoczął swoją karierę od konkursu na ilustracje dla dzieci. Jego prace były wystawiane w Birmingham, Manchesterze i Londynie. W 1997 roku Bloomsbury opublikowało pierwsze, mroczniejsze wydanie dla dorosłych, które ukazało się tylko do czwartego tomu. Okładki były bardziej realistyczne niż te w wersjach dla dzieci, ale nie cieszyły się dużą popularnością. W 2004 roku pojawiły się nowe okładki w wersji dla dorosłych, które ukazały się w całości. W 2013 roku Bloomsbury zastąpił edycję dla dorosłych okładkami, które zaprojektował Andrew Davidson techniką drzeworytnictwa. Z początku były to kolorowe wersje, ale od 2018 roku wydawnictwo zaczęło sprzedawać tylko czarno-białe wydania. W 2014 roku Bloomsbury postanowiło wydać Harry’ego Pottera w nowej odsłonie dla dzieci. Spośród trzech ilustratorów wybrano Jonna Duddle’a, ponieważ jako jedyny potrafił przedstawić Harry’ego en face. Jego ilustracje zostały również wykorzystane w polskiej wersji.
Amerykańskie wydania od Scholastic (okładki i ilustracje na początkach rozdziałów) ilustrowała Mary GrandPré. Jej oprawa graficzna została także wykorzystana w polskich wydaniach. Do wydania edycji ilustrowanej w Bloomsbury przyczynił się Jim Kay, który został wybrany przez Rowling. Aktualnie w tej edycji zostały wydane pierwsze cztery części, a kolejne są w trakcie tworzenia. W 2017 roku wydawnictwo przedstawiło kolejny projekt okładki na dwudziestolecie serii. Były to wydania książek w szacie graficznej wybranego domu z Hogwartu. W takiej wersji zostało dotychczach wydane sześć pierwszych części.
Harry Potter został przetłumaczony na 80 języków, co czyni z Rowling jednego z najczęściej tłumaczonych pisarzy w historii. Pierwszy tom był wydany w języku starogreckim, co czyni go najdłuższym tekstem w tym języku od czasów tworzącego w III wieku Heliodora z Emesy.

### Wydanie polskojęzyczne
Christopher Little wysłał Harry’ego Pottera do kilku polskich wydawnictw, jednak żadne z nich nie wyraziło zainteresowania publikacją książek. W 1999 roku Robert Gamble, założyciel poznańskiego wydawnictwa Media Rodzina, złożył agentowi Rowling ofertę wydania trzech pierwszych tomów Harry’ego Pottera w Polsce. Za pośrednictwem znajomej anglikańskiej pastor poznał pisarkę w Edynburgu i przekonał ją do przyjęcia oferty. Pierwsze polskojęzyczne wydanie Harry’ego Pottera i Kamienia Filozoficznego, które ukazało się w kwietniu 2000 roku, a jego nakład liczył 5 tysięcy egzemplarzy. Jeszcze w tym samym roku ukazały się dodruki oraz tom drugi, Harry Potter i Komnata Tajemnic. Premiera ostatniej części, Harry’ego Pottera i Insygniów Śmierci, odbyła się w styczniu 2008 roku. Wszystkie siedem tomów przetłumaczył na język polski Andrzej Polkowski. Pod wpływem uwag czytelników Media Rodzina wprowadzała w nowych dodrukach poprawki w tłumaczeniu. Pierwsze wydanie zawierało wiele błędów, na przykład w pierwszym wydaniu pierwszego tomu słowo „mugole” było pisane wielką literą.
Ze względu na opóźnienia w wydawaniu polskojęzycznych wydań, w Polsce powstawały fanowskie zgrupowania dokonujące przekładu. Grupa pod nazwą Armia Świstaka, złożona z dwudziestu siedmiu osób (tłumaczy i redaktorów), udostępniła własny przekład siódmego tomu, Harry’ego Pottera i Insygniów Śmierci, jednak teksty zostały usunięte przez prokuraturę.

## Adaptacje

### Filmy
W 1998 roku Rowling sprzedała wytwórni Warner Bros. za milion funtów prawa do ekranizacji czterech pierwszych powieści z serii Harry Potter. Jej żądaniem było obsadzenie we wszystkich rolach tylko brytyjskich aktorów, z możliwymi wyjątkami na rzecz Irlandczyków i poza postaciami spoza Anglii z czwartego tomu. Producentem całej serii, który przedstawił wytwórni pomysł adaptacji Harry’ego Pottera, był David Heyman. W 2000 roku Chris Columbus został zatrudniony jako reżyser, zaś Steven Kloves jako scenarzysta. Po wielomiesięcznych przesłuchaniach w rolach Harry’ego, Rona i Hermiony obsadzono kolejno: Daniela Radcliffe’a, Ruperta Grinta i Emmę Watson.
Zdjęcia do filmu Harry Potter i Kamień Filozoficzny rozpoczęły się w październiku 2000 roku. Seria objęła osiem filmów (siódmy i ostatni tom został zekranizowany w dwóch filmach). Zdjęcia do ostatniego filmu zakończyły się w grudniu 2010 roku. Przez cały, ponad dziesięcioletni okres kręcenia Harry’ego Pottera Rowling miała czynną kontrolę artystyczną nad przedsięwzięciem, ponadto została obsadzona jako producent wykonawczy ostatnich dwóch części. Kloves napisał scenariusz do siedmiu części, jedynie w piątej został zastąpiony przez Michaela Goldenberga. Po dwóch pierwszych częściach Columbus zrezygnował z reżyserii, pracując nad trzecią częścią już tylko jako producent, z kolei reżyserem został Alfonso Cuarón. Czwarta część została wyreżyserowana przez Mike’a Newella, zaś cztery ostatnie przez Davida Yatesa.

#### Lista filmów
- Harry Potter i Kamień Filozoficzny (2001)
- Harry Potter i Komnata Tajemnic (2002)
- Harry Potter i więzień Azkabanu (2004)
- Harry Potter i Czara Ognia (2005)
- Harry Potter i Zakon Feniksa (2007)
- Harry Potter i Książę Półkrwi (2009)
- Harry Potter i Insygnia Śmierci: Część I (2010)
- Harry Potter i Insygnia Śmierci: Część II (2011)

### Serial telewizyjny
12 kwietnia 2023 Rowling i koncern Warner Bros. Discovery (WBD) ogłosili, że cykl Harry Potter zostanie zekranizowany w formie siedmiosezonowego serialu telewizyjnego, w którym każdy sezon będzie adaptacją jednej powieści. Początkowo miał on powstać jako serial oryginalny serwisu strumieniowego HBO Max, jednak w czerwcu 2024 WBD poinformował o przeniesieniu go do kanału telewizyjnego HBO. Serial jest współprodukcją wytwórni Warner Bros. Television Studios, Brontë Film and TV i Heyday Films. Jego producentami wykonawczyni są Rowling, Francesca Gardiner, Mark Mylod, Neil Blair, Ruth Kenley-Letts i David Heyman, który był producentem serii filmów Harry Potter. W główne role wcielają się Dominic McLaughlin, Alastair Stout i Arabella Stanton jako kolejno Harry Potter, Ron Weasley i Hermiona Granger. W rolach drugoplanowych występują między innymi John Lithgow, Janet McTeer, Paapa Essiedu i Nick Frost.
Zdjęcia rozpoczęły się 14 lipca 2025 w kompleksie Warner Bros. Studios Leavesden w Anglii.

## Kontynuacje
W międzyczasie wydane zostały również książki Fantastyczne zwierzęta i jak je znaleźć (ang. Fantastic Beasts and Where to Find Them) oraz Quidditch przez wieki (ang. Quidditch Through the Ages), rozwijające świat Harry’ego Pottera, z których dochód został przeznaczony na cele charytatywne.
Po skończeniu siódmego tomu autorka napisała książkę, wydaną pierwotnie w siedmiu odręcznie pisanych i ilustrowanych egzemplarzach, pod tytułem Baśnie barda Beedle’a (ang. The Tales of Beedle the Bard). Niespełna rok później książka trafiła do sprzedaży detalicznej.
W maju 2008 roku, Rowling napisała na potrzeby aukcji prequel serii Harry Potter liczący 800 słów. Tekst został zlicytowany 10 czerwca na cele dobroczynne. Akcja opowieści dzieje się 3 lata przed narodzinami Harry’ego i dotyczy przygody Jamesa Pottera i Syriusza Blacka z mugolskimi policjantami.
Latem 2016 odbyła się premiera spektaklu Harry Potter i przeklęte dziecko na londyńskim West Endzie. Przedstawienie jest oparte na zupełnie nowej historii, współtworzonej przez Rowling wraz z Jackiem Thorne’em (scenariusz) i Johnem Tiffanym (reżyseria). 31 lipca 2016 scenariusz przedstawienia ukazał się w formie książkowej nakładem wydawnictwa Little, Brown.

### Wizarding World (wcześniej Pottermore)
31 lipca 2011 roku, w urodziny zarówno Rowling jak i głównego bohatera serii – Harry’ego Pottera, autorka uruchomiła rejestrację na ograniczoną wersję beta strony internetowej Pottermore. Pierwszy milion fanów, który ukończył wyzwanie „Magiczne Pióro” (ang. „The Magical Quill”), mógł się zarejestrować, a strona oficjalnie ruszyła 14 kwietnia 2012 roku.
Pod koniec września 2015 roku portal zmienił swój wygląd, a od 28 stycznia 2016 roku ponownie umożliwiono założenie konta.
W maju 2019 roku strona zmieniła nazwę i przeprogramowała się na Wizarding World.
Obecnie Wizarding World oferuje przejście przez ceremonię przydziału, dobranie różdżki i patronusa; wiele gier i zabaw dotyczących uniwersum oraz możliwość przeczytania krótkich opowiadań i ciekawostek spisanych przez Rowling, na temat dalszych losów bohaterów serii.

## Sukces i kontrowersje
W sumie sagę przetłumaczono (nie zawsze w całości) na 80 języków. Wszystkie siedem części spotkało się z olbrzymim uznaniem na całym świecie i odniosło sukces. Za sprawą 500 milionów egzemplarzy, Harry Potter jest najlepiej sprzedającą się serią książek w historii. Powieści wywołały jednak sporo sporów i kontrowersji, w tym religijnych i politycznych.
Autorka uparcie strzegła tajemnic serii, podając jedynie lakoniczne informacje dotyczące kolejnych tomów serii. Także wydawcy na całym świecie zabraniali rozpowszechniania książek przed premierą, zobowiązując recenzentów i swoich pracowników do zachowania fabuły książki w tajemnicy.
Sukces cyklu przyczynił się do powstania marki wartej 15 miliardów dolarów. Przede wszystkim, najważniejszą jej częścią jest seria ośmiu ekranizacji filmowych wyprodukowanych w Wielkiej Brytanii i Stanach Zjednoczonych przez Warner Bros. i zaprezentowanych między rokiem 2001 a 2011. Za sprawą 7,7 miliarda dolarów była to najbardziej dochodowa seria filmów w historii (dopiero w 2015 została zepchnięta na drugie miejsce przez Filmowe Uniwersum Marvela), ponadto każda część plasuje się w czołówce najbardziej kasowych produkcji wszech czasów. Kolejnymi elementami marki są gry komputerowe, audiobooki oraz dwa parki rozrywki.

### Liczba sprzedanych książek

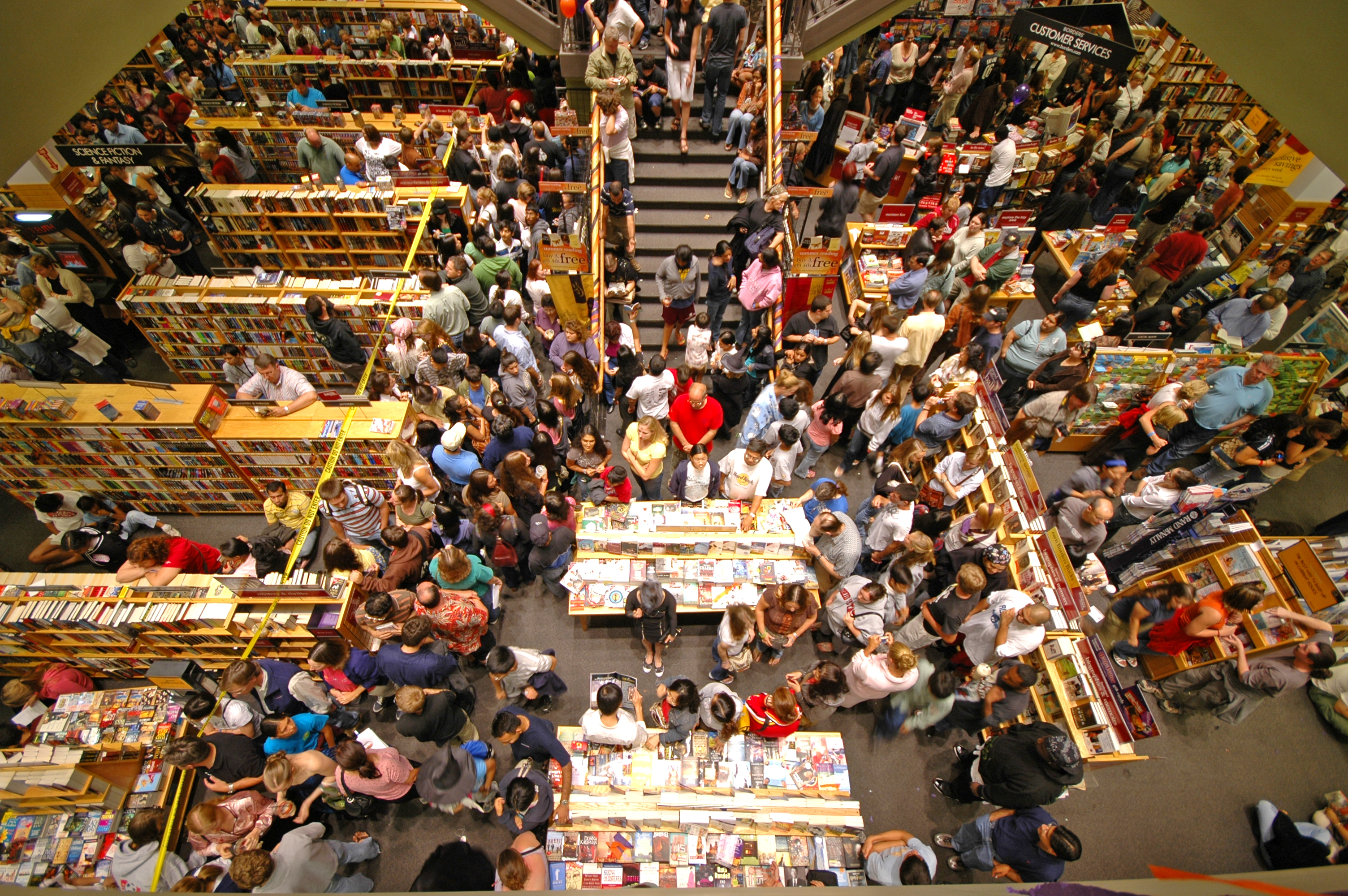
Ludzie w księgarni podczas premiery siódmej części Harry’ego Pottera

- Harry Potter and the Sorcerer’s Stone – 107 milionów kopii
- Harry Potter and the Chamber of Secrets – 60 milionów kopii
- Harry Potter and the Prisoner of Azkaban – 55 milionów kopii
- Harry Potter and the Goblet of Fire – 55 milionów kopii
- Harry Potter and the Order of the Phoenix – 55 milionów kopii
- Harry Potter and the Half-Blood Prince – 65 milionów kopii
- Harry Potter and the Deathly Hallows – 50 milionów kopii[56]

### Krytyka organizacji religijnych
Wraz ze wzrostem popularności książek o Harrym Potterze w kręgach religijnych zaczęła narastać krytyka twórczości J.K. Rowling. Niektóre środowiska chrześcijańskie zarzucają serii promowanie magii i okultyzmu, twierdząc, że wizja dzieci praktykujących magię i spożywających substancje wywołujące zmiany fizyczne i psychiczne może oswajać młody umysł z praktykami charakterystycznymi dla satanizmu i neopoganizmu, jednocześnie umniejszając znaczenie religii. Fabuła książek nie uwzględnia sfery religijnej, a przedstawione życie jest pozbawione wpływu religii. Benedykt XVI wyraził dezaprobatę wobec treści książek jeszcze jako kardynał.
Identyczną krytykę jak środowiska chrześcijańskie wobec twórczości J.K. Rowling prezentują również środowiska muzułmańskie. Według imamów i mułłów książki o Harrym Potterze odciągają dzieci od religii i Boga, opisując magiczne i fantastyczne elementy rzeczywistości, stojące w sprzeczności z religią.

## Marketing
Seria o Harrym Potterze odniosła olbrzymi sukces komercyjny na świecie w zakresie wyników sprzedaży książek, gadżetów promocyjnych, gier komputerowych, oglądalności w kinach czy sprzedaży filmów. Została zaliczona do jednej z ważniejszych wydarzeń współczesnej popkultury. Książki przetłumaczono na ponad siedemdziesiąt języków. Prawami do sfilmowania wszystkich części serii dysponuje wytwórnia Warner Brothers. Zjawisko fascynacji światem Harry’ego Pottera nazwano potteromanią.
J.K. Rowling w 2003 roku zajęła piąte miejsce na opublikowanej na łamach Sunday Times liście 500 najlepiej zarabiających Brytyjczyków.

### Gry
- Harry Potter i Kamień Filozoficzny – 2001
- Harry Potter i Komnata Tajemnic – 2002
- Lego Creator: Harry Potter – 2002
- Harry Potter: Mistrzostwa świata w quidditchu – 2003
- Harry Potter i więzień Azkabanu – 2004
- Harry Potter i Czara Ognia – 2005
- Harry Potter i Zakon Feniksa – 2007
- Harry Potter i Książę Półkrwi – 2009
- Harry Potter i Insygnia Śmierci: część I – 2010
- Harry Potter i Insygnia Śmierci: część II – 2011
- Lego Harry Potter: Lata 1–4 – 2010
- Lego Harry Potter: Lata 5–7 – 2011
- Harry Potter for Kinect – 2012
- Wonderbook: Księga czarów – 2012
- Wonderbook: Księga eliksirów – 2013
- Harry Potter: Hogwarts Mystery – 2018
- Dziedzictwo Hogwartu – 2023
- Harry Potter: Mistrzowie Quidditcha - 2024

### Opracowania
- Tezaurus Harry Potter, aut. Andrzej Polkowski i Joanna Lipińska
- Księga wiedzy czarodziejskiej: Przewodnik po zaczarowanym świecie Harry’ego Pottera, aut. Allan Zola Krodzek i Elizabeth Krodzek
- Potterowa myślodsiewnia: Tajemnica świata magii Harry’ego Pottera, aut. Karen Farrington o Lewis Constable
- Harry Potter i filozofia: Przewodnik po Hogwarcie dla mugoli, aut. William Irwin, Gregory Bassham

### Parodie
- Książki
  - Barry Trotter(inne języki) Michaela Gerbera, seria parodii książek o Harrym Potterze, będąca jednocześnie satyrą na zjawisko potteromanii. W Polsce wszystkie części Barry’ego Trottera ukazały się nakładem wydawnictwa Mag. Serię przełożyła Paulina Braiter-Ziemkiewicz. Dotychczas ukazały się:
    - Barry Trotter i bezczelna parodia (Barry Trotter and the Unauthorized Parody lub Barry Trotter and the Shameless Parody)
    - Barry Trotter i niepotrzebna kontynuacja (Barry Trotter and the Unnecessary Sequel)
    - Barry Trotter i końska kuracja (Barry Trotter and the Dead Horse)

  - Porri Gatter Andrieja Żwalewskiego i Igora Mytki, wydane na Białorusi
  - Tania Grotter Dmitrija Jemeca, seria parodii Harry’ego Pottera wydawana w Rosji nakładem wydawnictwa Eksmo, pierwsza część ukazała się także w Holandii. Swego czasu książki budziły kontrowersje, traktowane były jako plagiat. Dotychczas ukazały się:
    - Таня Гроттер и магический контрабас (Tania Grotter i magiczny kontrabas)
    - Таня Гроттер и Исчезающий Этаж (Tania Grotter i znikające piętro)
    - Таня Гроттер и Золотая Пиявка (Tania Grotter i złota pijawka)
    - Таня Гроттер и трон Древнира (Tania Grotter i tron Drevnira)
    - Таня Гроттер и посох волхвов (Tania Grotter i kostur magów)
    - Таня Гроттер и молот Перуна (Tania Grotter i młot Peruna)
    - Таня Гроттер и пенсне Ноя (Tania Grotter i pince-nez Noya)
    - Таня Гроттер и ботинки кентавра (Tania Grotter i buty centaura)
    - Таня Гроттер и колодец Посейдона(Tania Grotter i studnia Posejdona)
    - Таня Гроттер и локон Афродиты (Tania Grotter i lok Afrodyty)
    - Таня Гроттер и перстень с жемчужиной (Tania Grotter i Pierścień z Perłą)
    - Таня Гроттер и проклятье некромага (Tania Grotter i Przekleństwo Nekromanta)

  - Rafael Bielecki Aniki Stasińskiej[63], parodia opowiadająca o polskim nastolatku, który trafia do Hogpartu (odpowiednika Hogwartu) z czasów Huncwotów. Książka wydana została przez wydawnictwo Kotori. Dotychczas ukazały się dwie części:
    - Rafael Bielecki: Pół roku bez wyroku
    - Rafael Bielecki: Pół sensu bezsensu

  - oprócz autoryzowanych parodii pojawiły się setki innych, publikowanych przez fanów, m.in. w Internecie (fan fiction)[64]

- Skecze dla Saturday Night Live
  - Welcome Back, Potter – teaser nowego programu; wyświetlony 12 listopada 2002 roku
  - Hogwart’s Academy – wyświetlony 1 maja 2004 roku

- Inne
  - Harry Potter został sparodiowany w popularnym serialu dla dzieci i młodzieży Z innej beczki emitowanym na kanale Disney Channel. Jego postać została ukazana m.in. w Kole Fortuny, Harry Potter w prawdziwym świecie. W serialu ukazało się również kilka skeczy o Lordzie Voldemorcie, np. sklep Voldemart.
  - Harry Potter i inne postaci z książek J.K. Rowling zostały sparodiowane w filmie Wielkie kino. W tej parodii Harry, Ron i Hermiona mimo iż mają 14 lat wyglądają na 30–40 lat. Harry jest tam erotomanem, któremu spodobały się kobiece kształty Zuzanny oraz uczy Piotra walczyć mieczem – w wyniku nauki ginie Minerwa McGonagall, Hagrid i Albus Dumbledore. Ron z kolei w tym filmie jest otyłym, dorosłym mężczyzną z wąsem, uczącym Zuzannę strzelać z łuku, w wyniku czego sam dostaje strzałą w szyję i umiera. Hermiona wygląda na starszą kobietę, pali papierosy i jest w ciąży (prawdopodobnie z Ronem). Uczy Łucję rzucać zaklęcia, w wyniku czego Hermiona dostaje kurzajek.
  - Harry Potter and the Kidney Stone Desmonda Devlinma, ilustrowany przez Jamesa Warholę, ukazał się w marcu 2000 roku.
  - PotterPuppetPals – „nowe przygody” Harry’ego Pottera w technice Flash.
  - Torg Potter and the Sorcerer’s Nuts, Torg Potter and the Chamberpot of Secretions i Torg Potter and the president from Arkansas – komiksowe parodie przygód Harry’ego Pottera z Edith
  - Ethel Roberts: The Thruth Behind Harry Potter!
  - Harry Potter zostały także sparodiowany w filmie Straszny film 2; jeden z bohaterów trzyma książkę pt. Harry Pothead (Harry Blanciarz), na okładce której przedstawiony zostaje leżący w łóżku z bongiem chłopiec, z wyglądu przypominający Pottera.
  - W 25. odcinku anime Rockman.exe Axess główny bohater wybiera się do kina na film Star Potter – Reloaded wyglądający jak połączenie Harry’ego Pottera, Matrixa i Gwiezdnych wojen.
  - Parodia Harry’ego Pottera wyświetlana w serialu Fristajlo emitowanym w VIVA Polska.
  - Harry Potter pojawił się gościnnie w serialu Simpsonowie, w odcinku [13x01] Straszny domek na drzewie XII.
  - Chary Porter i sezon polowań na czarownice, manga autorstwa Agaty Sutkowskiej i Anny Marii Sutkowskiej. Przedstawiono tam wątek szukania horkruksów. Akcja dzieje się w Polsce.
  - A Very Potter Musical – musical, nieoficjalna parodia przygód Harry’ego Pottera stworzona przez Team Starkid. Jego kontynuacjami są A Very Potter Sequel i „A Very Potter Senior Year”. W Harry’ego Pottera wcielił się Darren Criss. Wszystkie trzy części opublikowano na YouTube.
  - Harry Potter and the Methods of Rationality – alternatywna historia autorstwa Eliezera Yudkowsky’ego wyjaśniająca magię za pomocą metody naukowej[65]